# 5632 Інгелехман
5632 Інгелехман (5632 Ingelehmann) — астероїд головного поясу, відкритий 15 квітня 1993 року.
Тіссеранів параметр щодо Юпітера — 3,271.